# Churchill Babington
Churchill Babington (Roecliffe Manor, Leicestershire, 11 de março de 1821 – 12 de janeiro de 1889) foi arqueólogo, naturalista e estudioso clássico inglês. Ele serviu como Reitor de Cockfield, Suffolk. Ele era primo de Cardale Babington.

## Vida
Ele nasceu em Rothley Temple, em Leicestershire, o único filho de Matthew Drake Babington. Ele era um descendente da família Babington. Ele foi educado por seu pai, e depois estudou com Charles Wycliffe Goodwin, o orientalista e arqueólogo. Em 1839 ele seguiu seu primo, Cardale, para o St John's College, Cambridge e se formou em 1843, sétimo na primeira classe dos tripos clássicos e um ótimo sênior. Em 1845 ele obteve o Prêmio Hulsean por seu ensaio A Influência do Cristianismo na Promoção da Abolição da Escravidão na Europa. Em 1846 ele foi eleito para uma bolsa e recebeu ordens. Obteve o grau de MA em 1846 e DD em 1879. De 1848 a 1861 foi vigário de Horningsea, perto de Cambridge, e de 1866 até sua morte foi vigário de Cockfield em Suffolk. De 1865 a 1880, ele ocupou o cargo de professor de arqueologia da Universidade de Cambridge. Em suas palestras, ilustradas a partir de suas próprias coleções de moedas e vasos, ele tratou principalmente de cerâmica e numismática grega e romana antiga.
Babington escreveu sobre uma variedade de assuntos. Sua familiaridade precoce com a vida no campo deu-lhe o gosto pela história natural, especialmente botânica e ornitologia. Ele também era uma autoridade em concologia. Ele coletou em viagens de campo junto com muitos outros, incluindo Edward Byles Cowell. Ele foi um dos poucos a registrar o maçarico esquimó ameaçado de extinção na Inglaterra. Ele foi o autor dos apêndices sobre botânica (em parte) e ornitologia em Potter's History and Antiquities of Charnwood Forest (1842). Em 1853, foi eleito Fellow da Linnean Society.
Sua família estava ligada à dos Macaulays e ele escreveu Character of the Clergy (1849), de Mr Macaulay, uma defesa do clero do século XVII, que recebeu a aprovação de Gladstone. Ele também trouxe a editio princeps dos discursos de Hypereides Against Demosthenes (1850), Em nome de Lycophron e Euxenippus (1853) e sua Oração fúnebre (1858). Foi por sua edição desses discursos dos papiros descobertos em Tebas (Egito) em 1847 e 1856 que a fama de Babington como erudito grego foi feita.
Em 1855 ele publicou uma edição de Benefizio della Morte di Cristo, um livro notável do período da Reforma, atribuído a Paleario, do qual quase todas as cópias foram destruídas pela Inquisição. A edição de Babington era um fac-símile da editio princeps publicada em Veneza em 1543, com uma introdução e versões em francês e inglês. Ele também editou os dois primeiros volumes do Polychronicon (1858) de Higden e do Represser of Overmuch Blaming of the Clergy (1860), do bispo Pecock; Palestra Introdutória em Arqueologia (1865); Antiguidades romanas encontradas em Rougham (1872); Catálogo de Aves de Suffolk (1884-1886); Flora de Suffolk (com WM Hind, 1889), etc. Ele catalogou os manuscritos clássicos na Biblioteca da Universidade e as moedas gregas e inglesas no Fitzwilliam Museum.

Ele morreu de febre reumática e foi sobrevivido apenas por sua viúva, filha do coronel John Alexander Wilson.